# Létard II (archevêque de Nazareth)
Létard II, mort en 1190, était archevêque de Nazareth, dans le royaume de Jérusalem, de 1158 jusqu'à sa mort.

## Biographie

### Début de carrière
Létard II était devenu prieur de Nazareth en 1145 sous l'archevêque Robert Ier, mais celui-ci mourut peu après le siège d'Ascalon en 1153 et fut remplacé par l'archevêque Létard Ier, homonyme de Létard II, qui conserva son poste de prieur. À la mort de Létard Ier en 1158, Létard II devint archevêque,. Comme Létard Ier, Létard II était proche du roi Baudouin III de Jérusalem. Avec son chapelain Raoul l'Anglais, ils accompagnèrent le roi à Saint-Jean-d'Acre en juillet 1160. Nazareth étant une seigneurie ecclésiastique, Létard siégeait également à la Haute cour de Jérusalem, mais participait rarement aux affaires laïques.
Létard II connaissait l'archevêque Guillaume de Tyr, principal chroniqueur de l'histoire du royaume. Guillaume, qui avait une opinion positive de très peu de ses collègues évêques, décrivit Létard comme « un homme très agréable, affable et gentil », mais ne le mentionna qu'une seule fois dans sa chronique.

### Carrière épiscopale
Ayant été leur prieur, Létard s'efforça d'établir les droits des chanoines de Nazareth. Il est possible que ce soit à sa demande qu'en 1161, le patriarche latin de Jérusalem, Amaury de Nesle, convoqua un synode qui approuva l'accord de Létard avec l'abbaye Sainte-Marie de la vallée de Josaphat. Cet accord prévoyait que les chanoines de Nazareth auraient le droit d'être accueillis un jour par an à l'abbaye de Josaphat. Létard, contrairement aux archevêques précédents, associa également les chanoines à l'administration de l'archevêché.
Létard conserva sa position privilégiée à la cour sous le règne du roi Amaury Ier de Jérusalem. Le tremblement de terre de 1170 qui ravagea la principauté d'Antioche et le comté de Tripoli, au nord du royaume, n'affecta pas directement Nazareth, mais Létard et ses chanoines se plaignirent auprès du pape Alexandre III que les dommages causés aux défenses du royaume permirent aux pillards musulmans d'enlever des paysans, ce qui entraîna des difficultés financières pour Létard et ses chanoines .
En 1174, Létard régla le différend entre l'évêque de Tibériade, Gérald, qui était son suffragant, et l'abbé du Mont Thabor, Garinus. En 1178, Létard servit de nouveau de médiateur, cette fois avec l'évêque d'Acre Josse lorsque Gérald contesta les dîmes avec l'abbaye de Josaphat. Il fut également témoin des accords de Guarin avec le prieur du Saint-Sépulcre en 1175 et avec la dame de Palmaria, Hawise, en 1180.

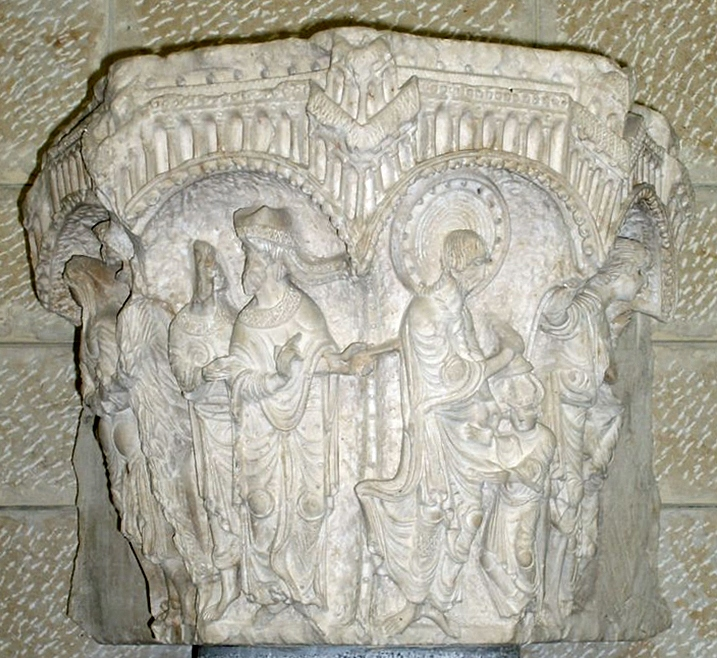
L'historien de l'art Jaroslav Folda associe une grande partie du travail artistique réalisé dans l'église de l'Annonciation de Nazareth à Létard II.

L'historien de l'art Jaroslav Folda présente Létard comme la principale force derrière l'expansion et la décoration de l'église de l'Annonciation à Nazareth dans les années 1170. Il attribue à Létard le mérite d'avoir initié et financé un important programme de sculpture et soutient que Létard avait la liberté de prendre ces décisions artistiques car, contrairement aux églises de Jérusalem et de Bethléem, l'église de Nazareth n'était pas également revendiquée par les communautés grecque orthodoxe, syriaque orthodoxe et arménienne apostolique. L'objectif de Létard, selon Folda, était de distinguer l'église de l'Annonciation des autres grands lieux de pèlerinage chrétiens, en particulier le Saint-Sépulcre et l'église de la Nativité, et de souligner que l'église était l'un des trois lieux les plus saints du royaume.

### Carrière politique et guerrière
Le roi Guy de Lusignan monta sur le trône au milieu de l'année 1186. Raymond III, son vassal en tant que prince de Galilée, refusa de le reconnaître comme roi. Bien que son fief fût en Galilée, Létard soutint le roi. Létard était un allié précieux : non seulement il devait servir comme chevalier pour son fief, mais en temps de crise, il était également tenu de fournir à la couronne 150 sergents. En 1186, le pape Urbain III le nomma juge délégué pour enquêter sur les atteintes portées par le roi et le comte Raymond III aux droits de la république de Gênes. À cette époque, Létard était l'évêque ayant exercé le plus longtemps son ministère dans le royaume.
La situation du royaume devint encore plus critique au début de l'année 1187, lorsque le souverain égyptien Saladin commença à rassembler des troupes à sa frontière. Raymond sollicita la protection de Saladin et autorisa les troupes musulmanes à entrer à Tibériade. Létard posta des guetteurs dans son fief pour surveiller l'activité ennemie et, juste avant l'aube du 1er mai, ils rapportèrent qu'une importante force musulmane avait traversé la Galilée. Létard informa Gérard de Ridefort et Roger de Moulins, respectivement maîtres des Templiers et des Hospitaliers. L'archevêque savait qu'ils étaient à La Fève et qu'ils tentaient de réconcilier Raymond avec Guy. Létard envoya ses vassaux et ses sergents rejoindre les chevaliers et la garnison du roi mais les Templiers et les Hospitaliers avaient été écrasés par les forces musulmanes, bien plus nombreuses, à La Fontaine du Cresson, et Roger de Moulins fut tué. L'archevêque Létard, l'archevêque Josse de Tyr, Gérard de Ridefort et le seigneur de Naplouse, Balian d'Ibelin, se hâtèrent alors vers Tibériade et persuadèrent le comte de faire la paix avec le roi.
La bataille de Hattin, le 4 juillet 1187, se solda par une défaite décisive du royaume face aux forces de Saladin. Le roi Guy fut fait prisonnier. Au milieu du chaos, Létard s'enfuit à Tyr, ville qui, sous le commandement de Conrad de Montferrat, résista fermement à l'avancée de Saladin. Il était donc absent lors du sac de Nazareth par les musulmans. Létard conseilla Conrad, mais resta fidèle à Guy. À sa libération en 1189, Guy assiégea Saint-Jean-d'Acre, aussi Létard le rejoignit. Les conditions de vie au camp étaient difficiles. En 1190, une épidémie tua la reine Sibylle de Jérusalem et ses enfants. Létard mourut également, tout comme le patriarche Héraclius, l'archevêque de Pétra, Guerric, les évêques de Beyrouth, Hébron, Lydda, Sidon et Tibériade, ainsi que l'évêque élu d'Acre.